# Achatinella caesia

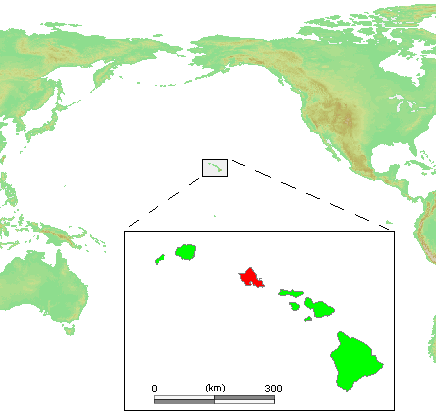
Verbreitungsgebiet von Achatinella caesia

Achatinella caesia ist eine ausgestorbene Schneckenart aus der auf der Insel Oʻahu endemischen Landlungenschneckengattung Achatinella.

## Beschreibung
Achatinella caesia erreichte eine Gehäuselänge von 18,3 mm und einen Gehäusedurchmesser von 10,6 mm. Das robuste Gehäuse war linksgewunden, nicht perforiert, eiförmig konisch, glänzend und gefurcht. Die weiße und beige Strichelung verlieh der Schale ein gräuliches Aussehen. Der Apex war etwas zugespitzt. Die Spindel war konisch gewölbt. Die Naht war gerandet und mäßig eingedrückt. Es gab 6½ gewölbte Windungen. Die zentrale Spindelfalte war weiß und mäßig entwickelt. Die Mündung war buchtig oval und auf der Innenseite weiß. Der Mundsaum war innen verdickt und hatte einen gebogenen, sich zuspitzenden, braunen Außenrand. Der Spindelrand war geweitet und zusammengewachsen.

## Verbreitung
Achatinella caesia kam in den Regionen Waimea, Kahuku, Kahana, Hakipuʻu und Waikāne auf Oʻahu vor.

## Aussterben
Achatinella caesia starb kurz nach 1900 aus. Vermutlich haben die Übererntung durch Schneckensammler sowie die Lebensraumzerstörung zu ihrem Verschwinden beigetragen.